# کهک (تاکستان)
کهک (تاکستان)، روستایی از توابع بخش اسفرورین شهرستان تاکستان در استان قزوین ایران است.

## تاریخ
در کتاب فرهنگ جغرافیایی ایران کهک از توابع دهستان دشتابی بخش بوئین قزوین با ۳۶۶ نفر سکنه ترکی زبان و شیعه مذهب که به زراعت، گلیم بافی و جاجیم بافی اشتغال داشته‌اند؛ نام برده شده است.

## جغرافیا
کهک در ۳۲ کیلومتری جنوب غربی شهر قزوین و در دشت قزوین قرار دارد. ارتفاع کهک از سطح دریا حدود ۱۲۵۰ متر است و یکی از مهم‌ترین و بزرگترین مزرعه های بادی ایران در این منطقه قرار دارد.

## جمعیت
این روستا در دهستان خرم‌آباد قرار دارد و براساس سرشماری مرکز آمار ایران در سال ۱۳۹۵، جمعیت آن  ۲۸۲۷ نفر (۸۰۹ خانوار) بوده‌است. این روستا جزء ناحیه تاریخی دشتابی است که با به وجود آمدن تقسیمات کشوری جدید و ایجاد شهرستان تاکستان تابع بخش اسفرورین این شهرستان شد. مردم کهک اغلب از قوم خلج 
 بوده و به زبان ترکی آذربایجانی صحبت می‌کنند.

## گردشگری
اقامتگاه بومگردی عباسی، اولین اقامتگاه بومگردی در شهرستان تاکستان است که در روستای بزرگ کهک قرار دارد. اقامتگاه بومگردی عباسی در زمینی به مساحت ۳۰۰ مترمربع و زیربنای ۲۱۰ مترمربع با اعتباری بالغ بر ۲میلیارد ریال و ظرفیت اشتغال‌زایی برای ۱۶ نفر احداث و راه اندازی شده است.

## امکانات
روستای کهک به دلیل موقعیت بسیار  مناسب خود و جمعیت بالا، دارای امکانات بسیار مناسبی می‌باشد. پایگاه اورژانس کهک 
که به متراژ ۲۰٬۷۰ مترمربع است که ۱٬۴۰۰ مترمربع آن برای ساخت مرکز خدمات جامع سلامت روستا و ۲۰۰ مترمربع آن برای ساخت پایگاه اورژانس می‌باشد، از سال ۱۳۹۷ در منطقه فعالیت می‌کند.

## گالری

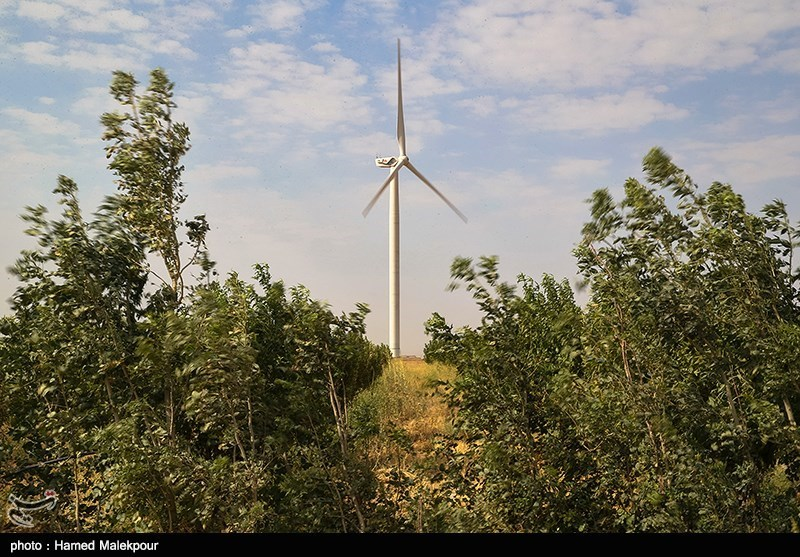
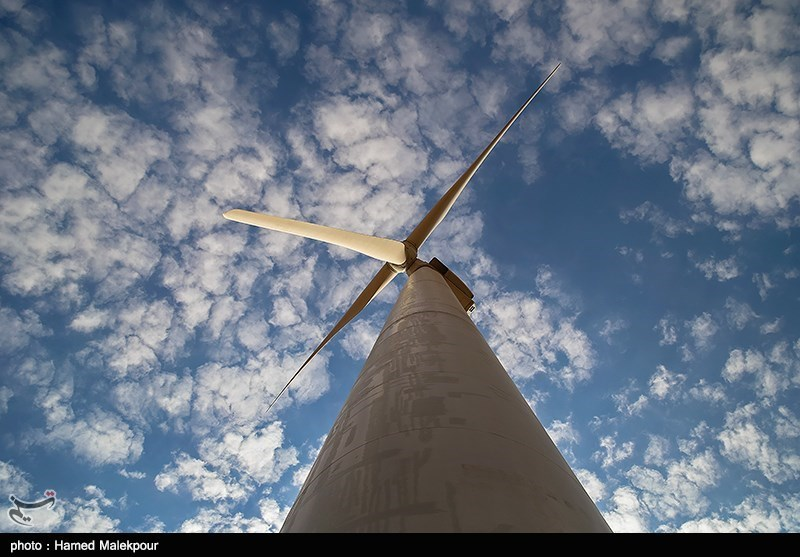
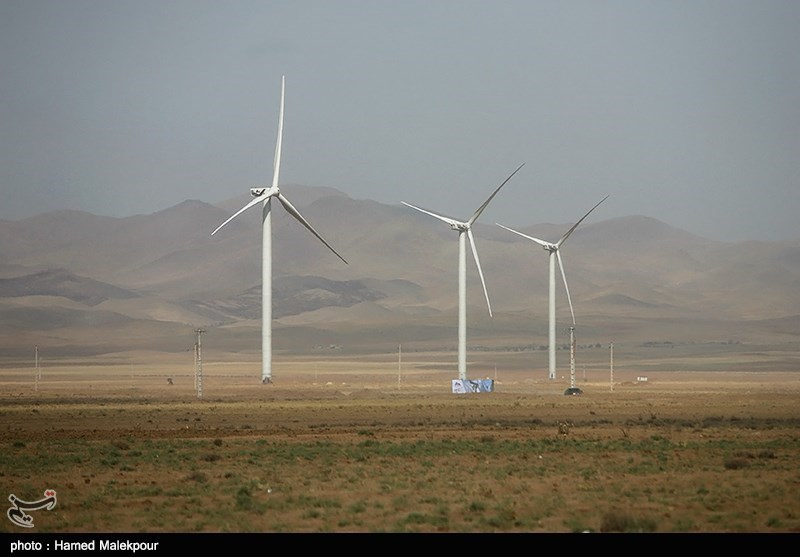